# RKSV Sittardia

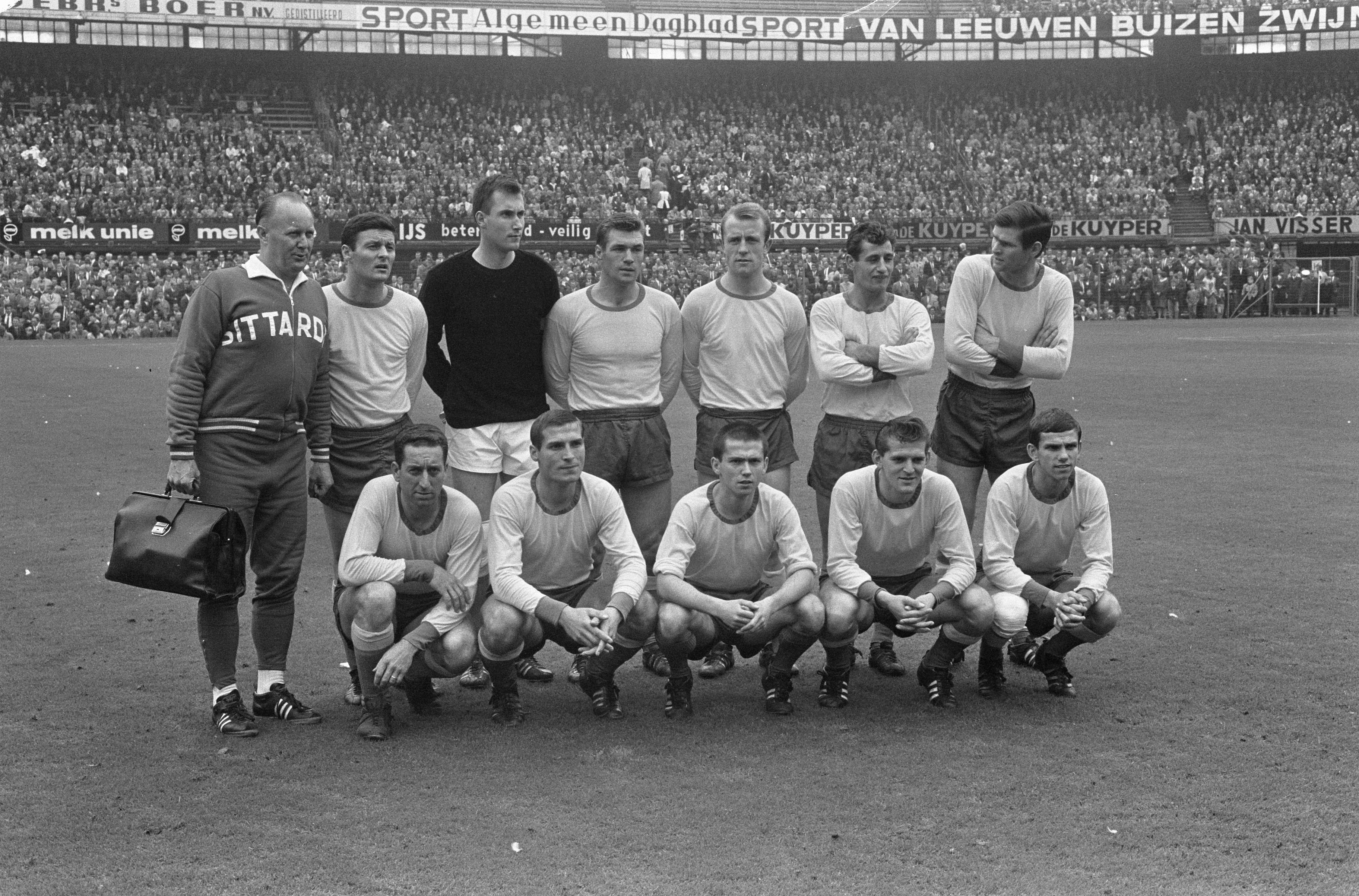
El equipo en 1966

El Rooms-Katholieke Sportvereniging Sittardia (en español: Asociación Deportiva Católica de Sittard), conocido simplemente como RKSV Sittardia, fue un equipo de fútbol de los Países Bajos que alguna vez jugó en la Eredivisie, la primera división de fútbol en el país.

## Historia
Fue fundado el 12 de mayo de 1950 en la ciudad de Sittard tras la fusión de los equipos RKVV Sittard Boys (fundado el 1 de julio de 1902) y el W Sittard (fundado el 24 de abril de 1902).
El periodo de gloria del club fue entre 1954 y 1968, justo antes de que el fútbol en los Países Bajos se convirtiera al profesionalismo, periodo en el que estuvo principalmente en la Eredivisie. En ese lapso de tiempo fue campeón de la Eerste Divisie en dos ocasiones, el último en la temporada de 1965/66.
Luego de jugar la temporada de 1967/68 y terminar en último lugar entre 18 equipos de la Eredivisie, el club se fusiona con el Fortuna'54 y nace el FSC, equipo actualmente conocido como Fortuna Sittard.

## Palmarés
- Eerste Divisie: 2[3]

1963/64, 1965/66

## Entrenadores
- 1950/52:  Nick Heyenrath
- 1952/54:  Frans Tausch
- 1954/55:  József Veréb
- 1955/58:  Frans Debruyn
- 1958/60:  Nick Heyenrath
- 1960:  Leen van Rixoordt (interino)
- 1960/61:  Harrie Verhardt
- 1961/66:  Frans Debruyn
- 1966/67 :  Vladimir Beara
- 1968:  Frans Debruyn